# Ringlemerska skodelica
Ringlemerska skodelica je zlata bronastodobna posoda iz ringlemerske gomile v bližini Sandwicha v angleški grofiji Kent, ki je bila najdena leta 2001.

## Opis
Skodelica je bila narejena s kladivom iz enega samega kosa zlata, ima ročaj iz ravnega zlatega traku, ki je pritrjen s kovicami.  Čeprav je nekoliko zmečkana zaradi poškodbe pluga, je razvidno, da je bila 14 cm visoka z valovitimi stranicami. Skodelica spominja na pozno neolitsko (približno 2300 pr. n. št.) keramično posodico s trakastim okrasom, a je datirana v mnogo poznejše obdobje.
Menijo, da skodelica ni bila grobni pridatek, ampak votivni dar, neodvisen od skeleta, ki je bil postavljen v središču gomile okoli 1700–1500 pr. n. št. Tu niso našli sodobnih grobov, čeprav so bili tudi iz pozne železne dobe skupaj z anglosaškim pokopališčem.
Le sedem podobnih zlatih "majavih skodelic" (majava, ker ima okroglo dno) je na voljo v Evropi, vse iz obdobja med 1700 in 1500 pred našim štetjem. Ringlemerski skodelici je najbolj podoben rillatonski zlati pokal, ki so ga našli v Cornwallu leta 1837. Dve so našli v Nemčiji, dve v Švici, ena je izgubljena, bila je iz Bretanje, in še ena neznanega izvora, morda nemška. Sta še srebrni skodelici iz Velike Britanije, jantarna skodelica iz Hova in skodelica iz skrilavca, vse imajo osnovne oblike. Najdbe v Veliki Britaniji so z območja  Wessexa, na celini pa ob Renu ali obali Rokavskega preliva, ki kažejo, da so posode povezane s trgovskimi potmi. 

## Odkritje, nakup in razstava
Skodelico je s kovinskim detektorjem odkril Cliff Bradshaw 4. novembra 2001.  O najdbi je poročal v pisarni lokalnega mrliškega oglednika in pri volunterski državni organizaciji za majhne arheološke najdbe (Portable Antiquities Scheme). Po zakonu o najdbah (Treasure Act) iz leta 1996 je bila skodelica vpisana in je bilo določeno, da jo bo leta 2002 kupil Britanski muzej za 270.000 £, denar pa izplačal Bradshawu in družini Smith, ki je lastnica kmetije v Ringlemerju.  Denar za odkup skodelice za muzej je bil pridobljen z donacijami Loterijskega sklada (Lottery, National Art Collections Fund) in prijateljev Britanskega muzeja.
Po odkritju skodelice so mesto izkopavali med letoma 2002 in 2005 ter razkrivali zgodovino, začeli so z obdobjem mezolitika. Našli so številne neolitske predmete in ugotovili, da je to območje pokopališča iz zgodnje bronaste dobe (približno 2300 pr. n. št.) in anglosaško pokopališče. 
Skodelica pod številko 10 je na seznamu britanskih arheoloških najdb, predmetov, ki so jih strokovnjaki Britanskega muzeja leta 2003 pripravili za televizijski dokumentarec z naslovom Our Top Ten Treasures (Naših deset največjih zakladov).
Od 14. maja 2004 do 13. januarja 2006 je bila na razstavi Pokopani zakladi v muzejski zakladnici in na turneji v Narodnem muzeju in galeriji Walesa v Cardiffu, muzeju v Manchestru, muzeju Hancock v Newcastlu in Norwich Castle Museum & Art Gallery. Po vrnitvi v London je bila do 17. oktobra 2006 na začasnem ogledu v sobi skupaj z rillatonskim zlatim pokalom. Od 17. oktobra do 26. februarja 2007 je bila na ogled v muzeju v Dovru.